# Marta Cardona Alcántara
Marta Cardona Alcántara (Palma de Mallorca, 14 de mayo de 2005) es una deportista española que compite en vela en la clase 470.
Ganó una medalla de oro en el Campeonato Mundial de 470 de 2025 y una medalla de oro en el Campeonato Europeo de 470 de 2025.

## Palmarés internacional
| \| Campeonato Mundial \| Campeonato Mundial \| Campeonato Mundial \| Campeonato Mundial \| \| Año \| Lugar \| Medalla \| Clase \| \| ------------------ \| ------------------ \| ------------------ \| ------------------ \| \| 2025 \| Gdynia (Polonia) \| Medalla de oro \| 470 mixto \| \| Campeonato Europeo \| \| \| \| \| Año \| Lugar \| Medalla \| Clase \| \| 2025 \| Split (Croacia) \| Medalla de oro \| 470 mixto \| |                  |                |           |
| Campeonato Mundial |                  |                |           |
| Año | Lugar            | Medalla        | Clase     |
| 2025 | Gdynia (Polonia) | Medalla de oro | 470 mixto |
| Campeonato Europeo |                  |                |           |
| Año | Lugar            | Medalla        | Clase     |
| 2025 | Split (Croacia)  | Medalla de oro | 470 mixto |